# Abces periodontal
Un abces periodontal (denumit și abces lateral sau abces parietal), este o colecție localizată purulentă (adică un abces) din țesuturile periodontiului. Este un tip de abces dentar. Un abces periodontal are loc alături de un dinte și este diferit de abcesul periapical mai frecvent, care reprezintă răspândirea infecției de la un dinte mort (de exemplu unul care a suferit necroză pulpară). Pentru a reflecta acest lucru, se utilizează uneori termenul „abces lateral (periodontal). Spre deosebire de un abces periapical, abcesele periodontale sunt de obicei asociate cu un dinte viabil (viu). Abcesele periodontale sunt infecții bacteriene acute clasificate în primul rând în funcție de locație.

## Simptomatologie
Principalul simptom este durerea, care apare adesea brusc și se înrăutățește de la masticație pe dinții implicați, care se pot simți crescuți și proeminenți la mușcătură. Dintele poate fi mobil, iar leziunea poate contribui la distrugerea ligamentului periodontal și a osului alveolar. Durerea este profundă și palpitantă. Mucoasa bucală care acoperă un abces periodontal timpuriu apare ca eritematoasă (roșie), umflată și dureroasă la atingere. Suprafața poate fi strălucitoare datorită întinderii mucoasei peste abces. Înainte de formarea puroiului, leziunea nu va fi fluctuantă și nu va exista descărcare purulentă. Poate exista limfadenita regională.
Când se formează puroi, presiunea crește, odată cu creșterea durerii, până când se scurge spontan și ameliorează durerea. Când puroiul se scurge în gură, se simte un gust și un miros urât. De obicei, drenajul are loc prin buzunarul periodontal, altfel infecția se poate răspândi sub formă de celulită sau infecție odontogenă purulentă. Factorii anatomici locali determină direcția de răspândire. Poate exista o supărare sistemică, cu debutul durerii și febrei.

## Cauze
Un abces periodontal apare cel mai frecvent ca o complicație a bolii periodontale avansate (care este în mod normal nedureroasă). Un buzunar periodontal conține placă dentară, bacterii și calcul subgingival. Agenții patogeni periodontali pătrund continuu în țesuturile moi, dar în mod normal sunt ținuți sub control de sistemul imunitar. Un abces periodontal reprezintă o schimbare a acestui echilibru, legată de scăderea rezistenței locale sau sistemice a gazdei. Un răspuns inflamator apare atunci când bacteriile invadează și se înmulțesc în țesutul moale al buzunarului gumei / buzunarului periodontal. Se formează un abces plin de puroi atunci când sistemul imunitar răspunde și încearcă să izoleze răspândirea infecției.
Comunicarea cu mediul oral este menținută prin deschiderea buzunarului periodontal. Cu toate acestea, dacă deschiderea unui buzunar periodontal devine obstrucționată, așa cum se poate întâmpla dacă buzunarul a devenit foarte adânc (de exemplu, cu implicarea bifurcației), placa și tartrul sunt prinse în interior. Ambalajul alimentar poate înfunda și un buzunar periodontal. Ambalajul alimentar este de obicei cauzat de lipsa unei reproduceri precise a punctelor de contact atunci când restaurările dentare sunt plasate pe suprafețele interproximale ale dinților. O altă cauză potențială apare atunci când un buzunar periodontal este redimensionat incomplet. În urma acestei proceduri, manșeta gingivală se strânge în jurul dintelui, ceea ce poate fi suficient pentru a prinde bacteriile rămase în buzunar. Un cordon gingival care este lăsat accidental la locul său este o cauză ocazională a abcesului periodontal.
O vătămare penetrantă în țesutul gingiei - de exemplu, cu o periuță de dinți, model zigzag, scobitoare sau instrument periodontal - poate inocula bacteriile în țesut. Trauma tisulară, cum ar fi un impact sever asupra dinților sau o presiune excesivă asupra dinților în timpul tratamentului ortodontic, ar putea fi, de asemenea, o posibilă cauză. Congestia ocluzală poate fi, de asemenea, implicată în dezvoltarea unui abces parodontal, dar acest lucru este rar și apare de obicei cu alți factori. Bruxismul dentar este o cauză comună a forțelor ocluzale excesive.
Factorii imuni sistemici precum diabetul pot predispune o persoană la formarea abceselor gingivale.
Perforarea canalului radicular în timpul tratamentului endodontic poate duce, de asemenea, la asemenea abcese gingivale.

## Diagnostic
Abcesele periodontale pot fi dificil de diferențiat de abcese periapicale. Întrucât administrarea în cazul unui abces periodontal este diferită de un abces periapical, această diferențiere este importantă. De exemplu, terapia canalului radicular este inutilă și nu are impact asupra durerii la un abces periodontal.

## Tratament
Un factor important este dacă dintele implicat trebuie extras sau reținut. Deși pulpa este, de obicei, încă vitală, un istoric de abcese periodontale recurente și un suport periodontal semnificativ compromis indică faptul că prognosticul pentru dinte este slab și ar trebui îndepărtat.
Managementul inițial al unui abces periodontal implică ameliorarea durerii și controlul infecției. Purificarea trebuie să fie drenată, ceea ce ajută ambele obiective. În cazul în care dintele trebuie îndepărtat, se va produce scurgerea prin intermediul soclului. În caz contrar, dacă puroiul se descarcă deja din buzunarul periodontal, acest lucru poate fi încurajat prin irigarea ușoară și scalarea buzunarului, în timp ce se masează țesuturile moi. Dacă acest lucru nu funcționează, este necesară incizia și drenajul, așa cum este descris în tratamentul abcesului dentar.
Antibioticele au o importanță secundară pentru drenaj, care, dacă este satisfăcător, face ca antibioticele să fie inutile. Antibioticele sunt, în general, rezervate infecțiilor severe, în care există umflături faciale, tulburări sistemice și temperatură crescută. Deoarece abcesele periodontale implică frecvent bacterii anaerobe, se administrează antibiotice orale, cum ar fi amoxicilina, clindamicina (în alergie la penicilină sau sarcină) sau metronidazol. În mod ideal, alegerea antibioticului este dictată de rezultatele culturii microbiologice și de testarea sensibilității a unui eșantion de puroi aspirat la începutul oricărui tratament, dar acest lucru apare rar în afara spitalului.
Alte măsuri care sunt luate în timpul gestionării fazei acute pot include reducerea înălțimii dintelui cu freză dentară, astfel încât acesta nu mai intră în contact cu dintele opus atunci când mușcă; și utilizarea regulată a spălărilor bucale cu apă fierbinte sărată (antiseptic) care încurajează drenajul suplimentar al infecției.
Tratamentul după faza acută implică îndepărtarea oricărei infecții reziduale și corectarea factorilor care duc la formarea abcesului periodontal. De obicei, aceasta va fi terapie pentru boala parodontală, cum ar fi instrucțiuni de igienă orală și scalare parodontală.